# Dimos Lagkadas
Dimos Lagkadas (Lagkadas) är en kommun i Grekland.   Den ligger i prefekturen Nomós Thessaloníkis och regionen Mellersta Makedonien, i den nordöstra delen av landet, 300 km norr om huvudstaden Aten. Antalet invånare är 39 160.